# Sân vận động Widzewa
Sân vận động Thành phố Widzewa Łódź (tiếng Ba Lan: Stadion Miejski Widzewa Łódź), còn được gọi là Sân vận động Widzewa (tiếng Ba Lan: Stadion Widzewa), là một sân vận động bóng đá ở Łódź, Ba Lan. Đây là sân nhà của Widzew Łódź. Sân có sức chứa khoảng 18.000 người, tất cả đều được lắp ghế ngồi riêng. Sân vận động này trước đây có sức chứa 10.500 chỗ ngồi, với chỉ có một phần khán đài phía Tây có mái che. Sân vận động cũ đã bị phá bỏ vào đầu năm 2015 để nhường chỗ cho sân vận động mới. 

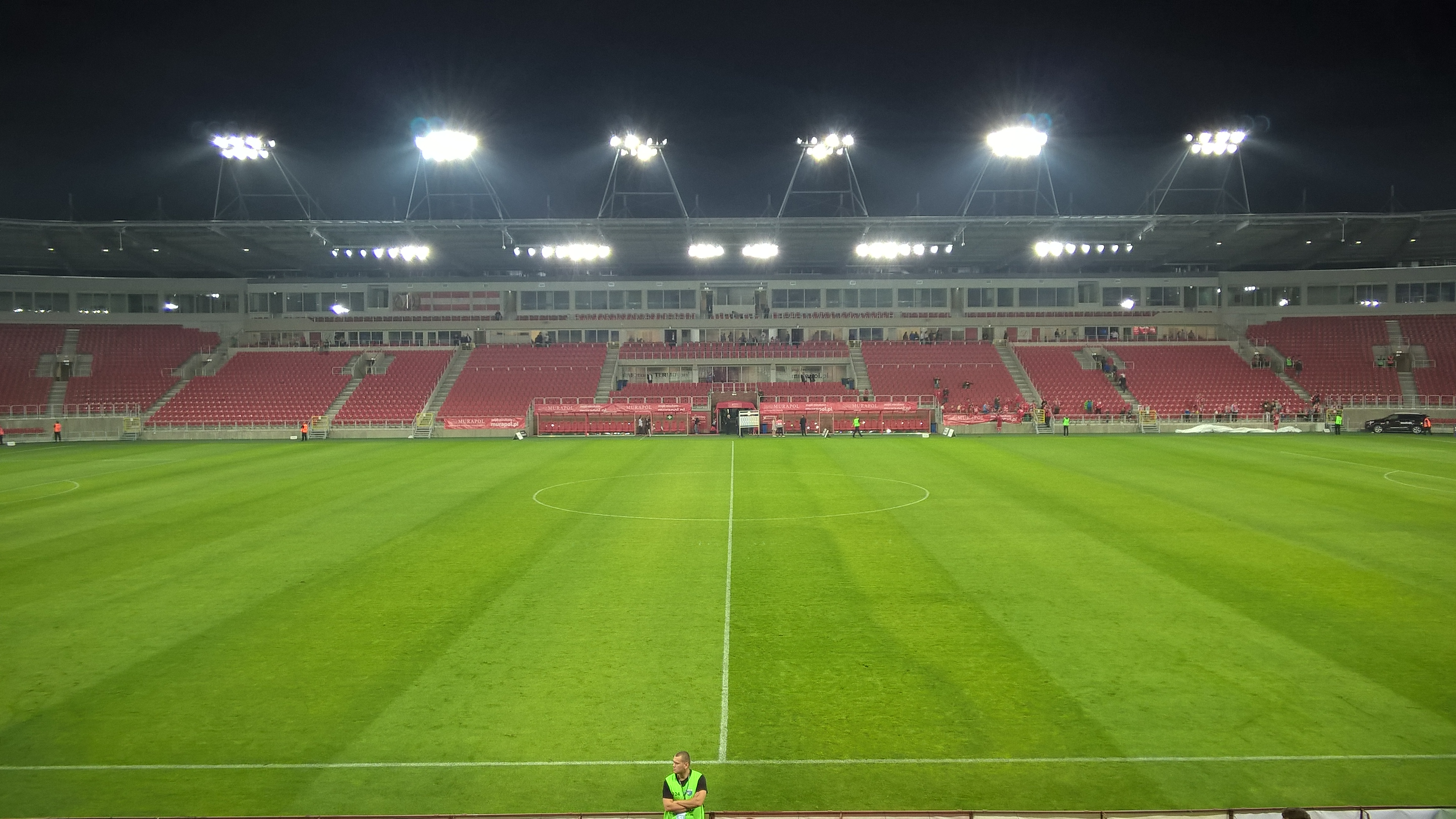
Sân vận động mới của Widzew Łódź

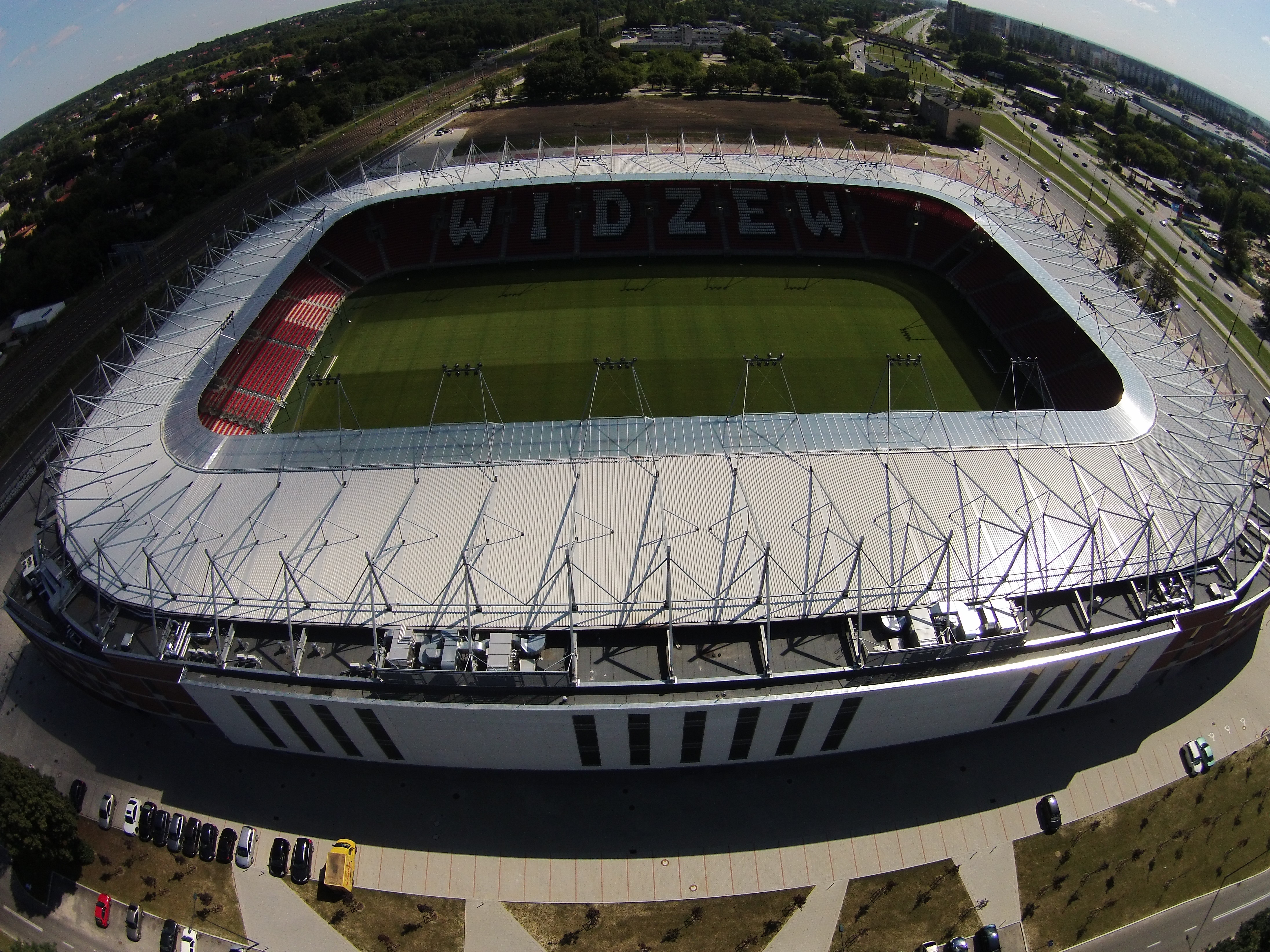
Sân vận động mới nhìn từ trên không vào năm 2017

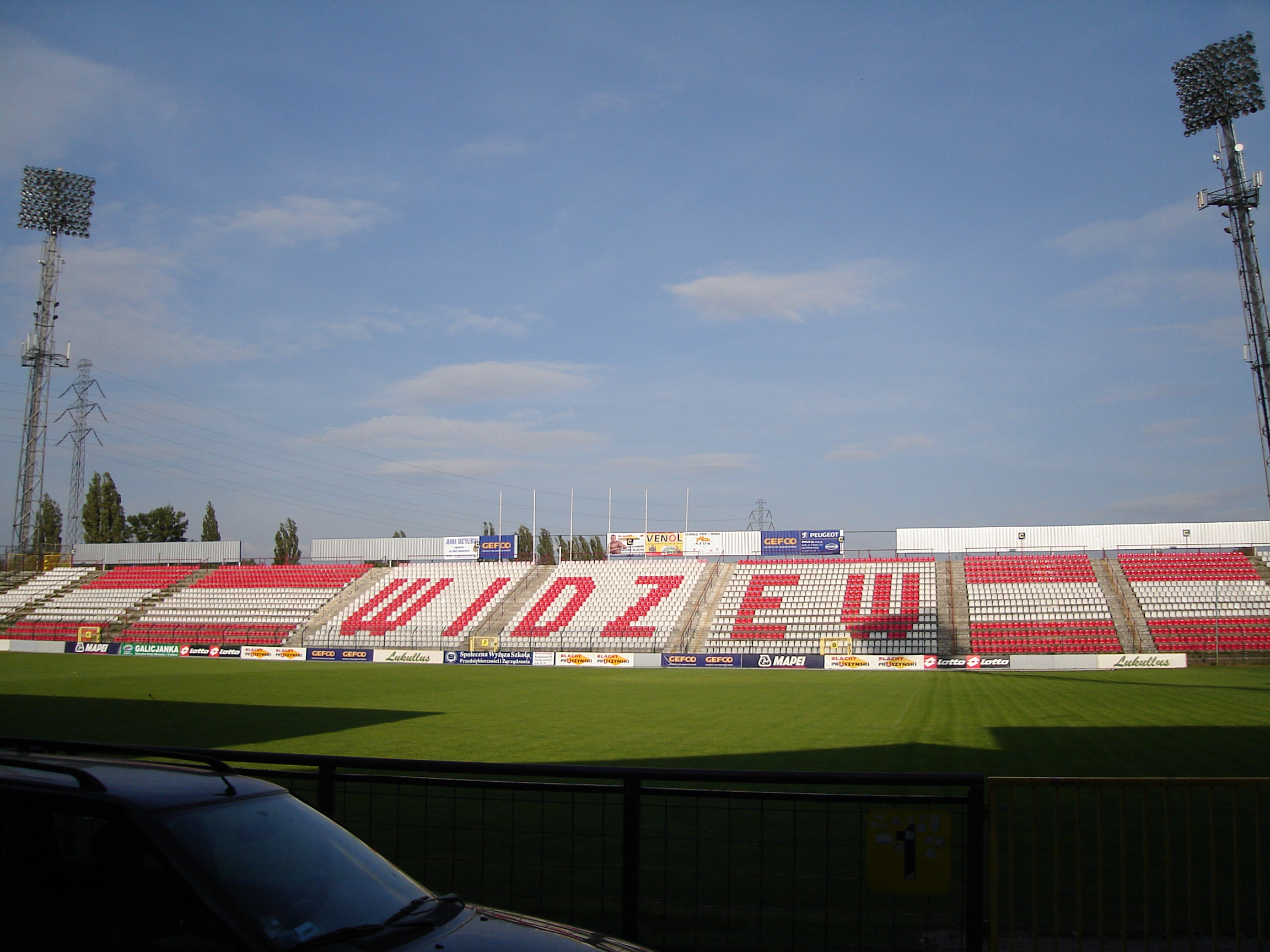
Sân vận động cũ

## Tái phát triển 2015
Sau nhiều đề xuất trong nhiều năm và suy đoán về việc thay thế Sân vận động Widzew (bao gồm cả UEFA Euro 2012), việc tái phát triển đã được bắt đầu vào năm 2014. Cho đến khi sân vận động hoàn thành, Widzew sẽ chơi tại sân nhà của họ tại Piotrków Trybunalski.
Vào tháng 10 năm 2014, kế hoạch cho một sân vận động 18,018 chỗ ngồi mới đã được công bố. Dự kiến sân vận động sẽ hoàn thành vào tháng 11 năm 2016. Nhà thầu chính sẽ là Lodz Mosty. Ngày 24 tháng 1 năm 2015, Lodz Mosty đã trình bày một thiết kế sân vận động hoàn thiện. Không giống như các đề xuất trước đây, tất cả các ghế sẽ có mái che. Bên ngoài sẽ được ốp bằng gạch đỏ và tấm nền chiếu sáng trong suốt. Khán đài lớn phía Tây sẽ tiếp tục là khán đài chính. Nó sẽ chứa các phòng thay đồ, phòng tập thể dục, 24 gian công ty, 8 gian bình luận, 2 phòng thu TV, v.v. 3 khán đài khác sẽ có cơ sở vật chất đơn giản hơn, và bao gồm không gian cho 900-1200 cổ động viên ghé thăm. Sân sẽ được di chuyển 20m về phía đông để phù hợp với sự mở rộng cho khán đài phía Tây rộng lớn hơn, lấn chiếm sân tập hiện tại.
Đường sá địa phương và xe điện cũng sẽ được nâng cấp. Việc nâng cấp xe điện đã được tiến hành trong năm 2014.
Sân vận động cũng sẽ được thiết kế để làm trụ sở cho liên đoàn Rugby, bao gồm câu lạc bộ địa phương Budowlani S.A., và các buổi hòa nhạc. Khán đài phía Bắc sẽ được thiết kế để kết hợp làm một sân khấu.
Sân vận động này sẽ tổ chức khai mạc và trận chung kết FIFA U-20 World Cup 2019 của sáu thành phố chủ nhà ở Ba Lan.